# Altes Rathaus (Bayreuth)

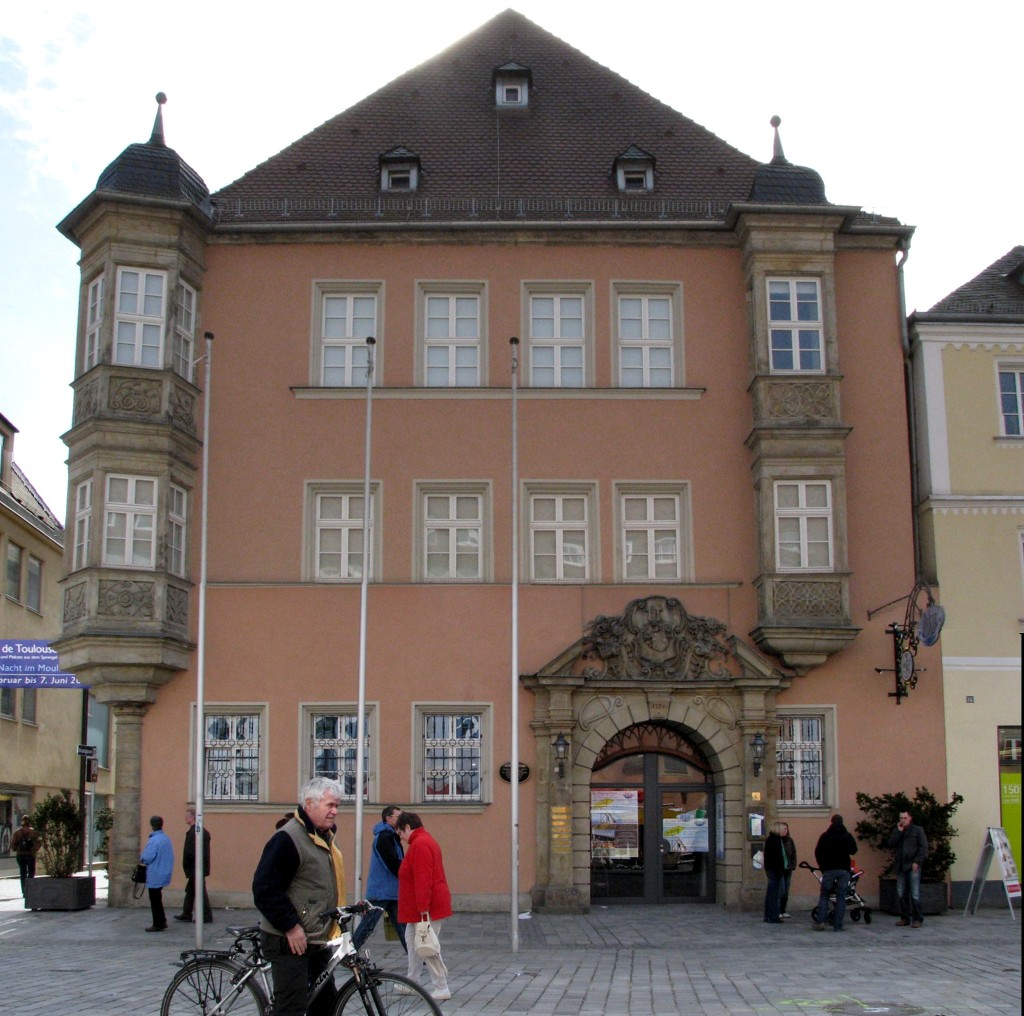
Altes Rathaus Bayreuth

Das Alte Rathaus ist das ehemalige Rathaus von Bayreuth. Es steht in der historischen Innenstadt an der Ecke der Maximilianstraße mit der Brautgasse. Mit der Aktennummer D-4-62-000-229 steht es unter Denkmalschutz.

## Vorgeschichte
Das Alte Rathaus ist nicht das erste Rathaus der Stadt. Nachweisbar sind zwei Vorgänger mitten auf dem unteren Markt, ungefähr in Höhe der Einmündungen von Sophienstraße und Schulstraße in die Maximilianstraße. Das erste bekannte Rathaus war ein freistehendes Gebäude, das 1430 von den Hussiten niedergebrannt wurde. Dabei gingen sämtliche Urkunden und Schriftstücke verloren, weshalb die Geschichte der Stadt vor diesem Jahr nur lückenhaft dokumentiert ist.
Die Giebelseite des Folgebaus an dieser Stelle, der im Erdgeschoss Fleisch- und Brotbänke als offene Verkaufsstellen für die Grundnahrungsmittel aufwies, zierte ein Türmchen, das 1583 erneuert wurde. Unweit des Gebäudes standen der Pranger und ein Galgen als warnende Zeichen der Obrigkeit; die Hinrichtungen wurden allerdings außerhalb der Stadtmauer durchgeführt. Dieses Rathaus fiel dem großen Stadtbrand von 1621 zum Opfer. In den folgenden 100 Jahren wurden die Ratssitzungen in einem Raum des Hospitals abgehalten.

## Geschichte  und Beschreibung

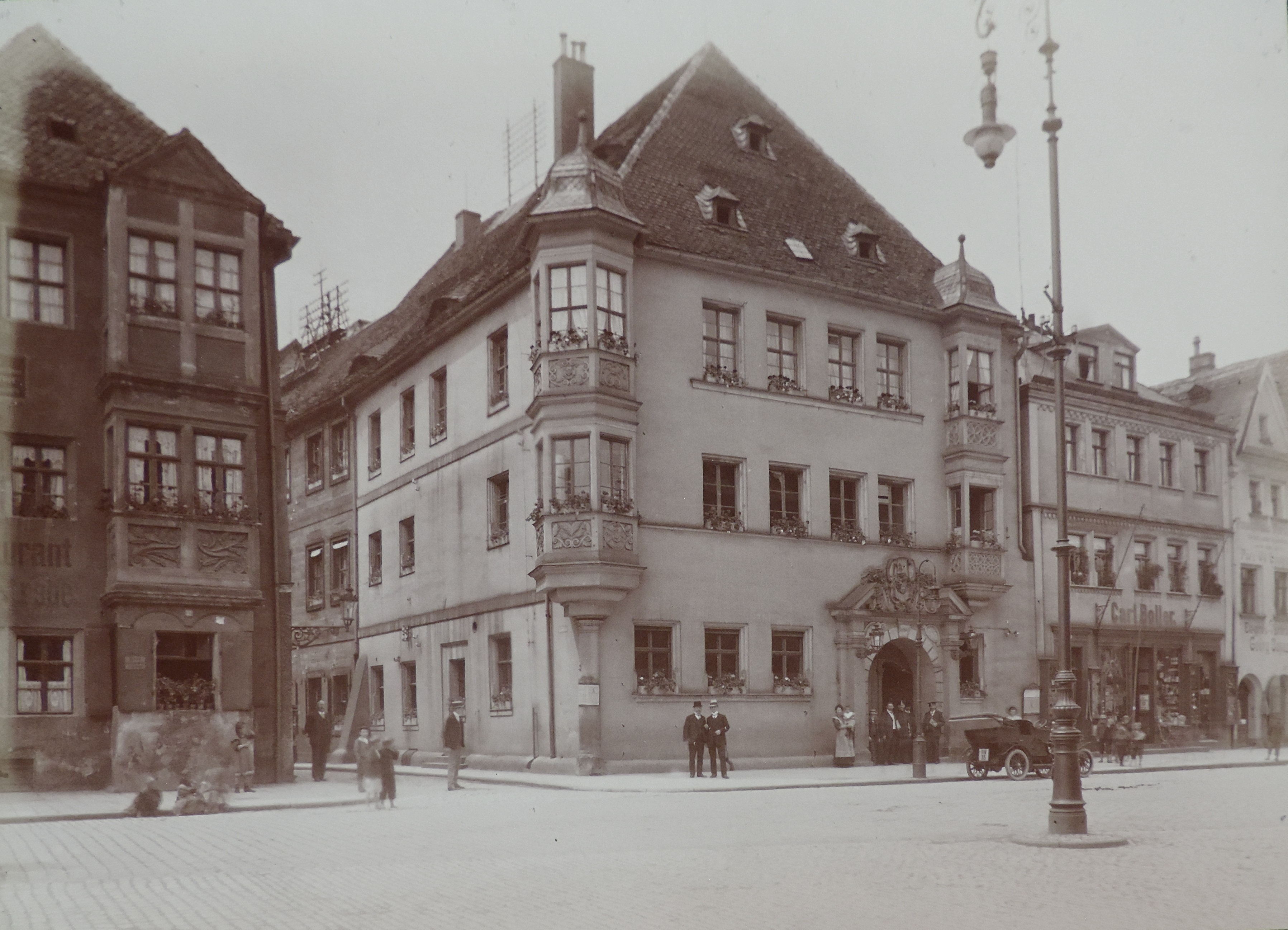
Altes Rathaus (Maximilianstraße 33), links das 1970 abgerissene Geburtshaus des Philosophen Max Stirner (ca. 1910)

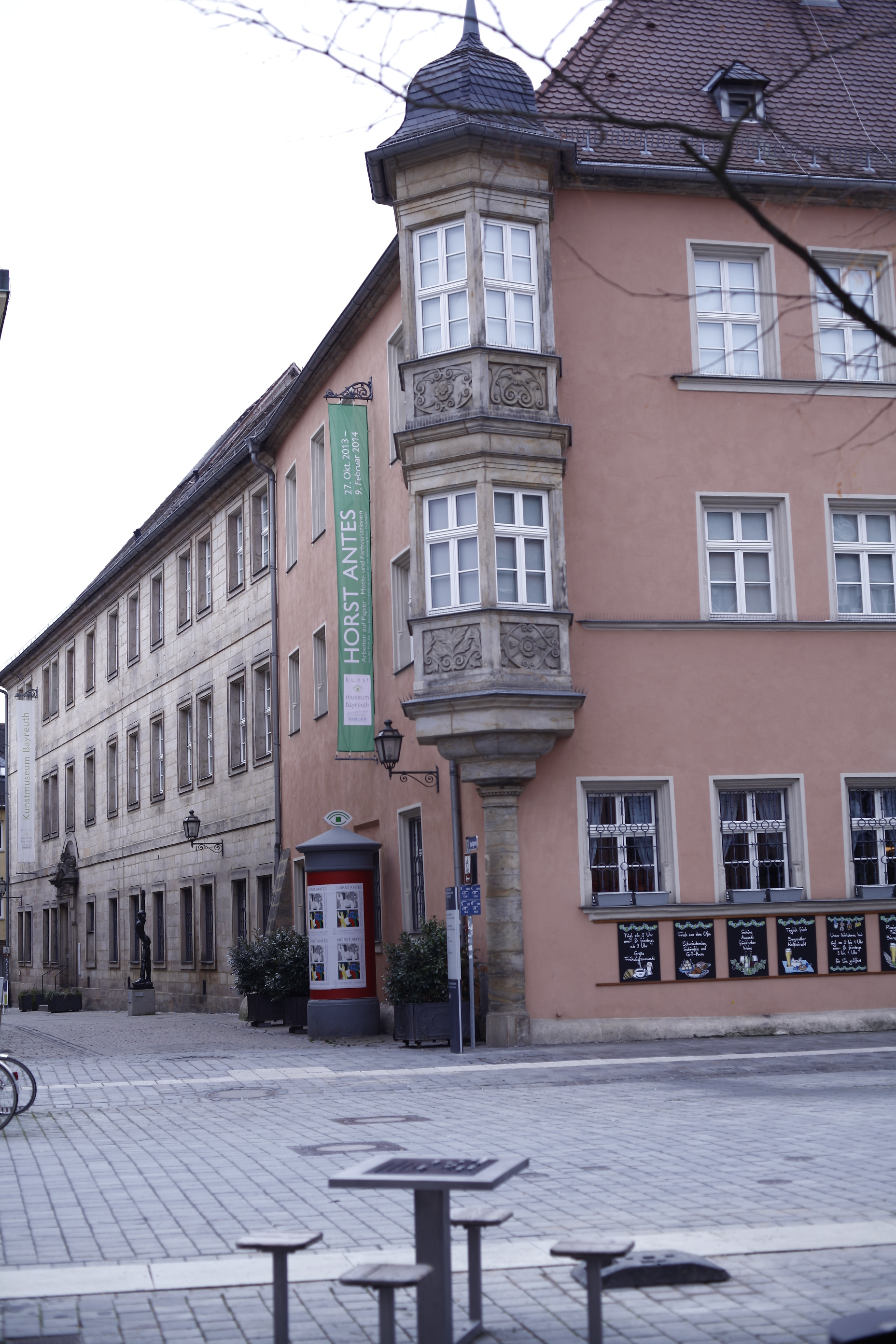
Ecke zur Brautgasse mit dem hinteren Gebäudeteil

Das als Altes Rathaus bezeichnete Gebäude in der Maximilianstraße 33 und ist ein dreigeschossiges, giebelständiges Eckhaus mit Walmdach und zwei Erkern, die über die beiden Obergeschosse reichen – einem an der Ecke zur Brautgasse und einem in der äußersten rechten Fensterachse. Die Fassade weist ein asymmetrisch nach rechts verschobenes Hauptportal auf, das über der rustizierten Blende im gesprengten Dreiecksgiebel einen Wappenstein trägt. Die Fassadengestaltung ist barock, der Eckerker weist Renaissanceformen auf. Der hintere Teil des Gebäudes längs der Brautgasse ist ein unverputzt gebliebener Sandsteinquaderbau.
Die Anfänge des Alten Rathauses führen ins 16. Jahrhundert zurück. Nach der Zerstörung Bayreuths durch die Hussiten und den großen Stadtbränden der Jahre 1605 und 1621 kam das Anwesen in adeligen Besitz. Das Vordergebäude wurde 1679 zu einem repräsentativen Stadtpalais mit zweistöckigen Erkern neu errichtet. Die verwitwete Baronin Sponheim verkaufte ihr Palais 1721 an die Hospitalstiftung, die es der Stadt zur Nutzung als Rathaus überließ. Diese Funktion hatte das Gebäude bis 1917 inne. Mit der neuen Aufgabe als öffentliches Gebäude und Rathaus war eine barocke Umformung in den Jahren von 1722 bis 1727 unter Federführung des markgräflichen Baumeisters Johann David Räntz der Ältere verbunden. Von 1797 bis 1812 und 1818 bis 1832 war das Alte Rathaus Sitz des Stadtgerichts, von 1816 bis 1832 tagte dort das Kreisgericht. Bis 1916 fanden verschiedene städtische Einrichtungen wie die Kreis-Landwirtschafts- und Gewerbeschule (1833–1893 im 2. Stock des Rückgebäudes) und die Diensträume der Stadtpost (1876–1893) im Alten Rathaus Unterkunft. Mit der Einweihung des ersten Neuen Rathauses im Reitzenstein-Palais am Luitpoldplatz verlor das Alte Rathaus 1916 vorübergehend seine administrativen Aufgaben.
In der Weimarer Republik beherbergte das Alte Rathaus von 1921 bis 1928 im Erdgeschoss die Räume der Stadtbücherei. Nach der weitgehenden Zerstörung des Reitzenstein-Palais bei den Luftangriffen auf Bayreuth im Zweiten Weltkrieg wurde das Alte Rathaus 1945 wieder in seine repräsentativen Funktionen eingeführt. Mit der Eröffnung des zweiten Neuen Rathauses an der Stelle abgebrochenen Ruine des ersten im Jahr 1972 war ein erneuter Funktionswechsel zum Dienstgebäude der bayerischen Landespolizei verbunden. Im Dezember 1974 wurde dort die Verkehrsleitzentrale der Verkehrspolizeiinspektion ihrer Bestimmung übergeben.
Die Polizei nutzte das Alte Rathaus bis zum Jahr 1995, in jenem Jahr erwarb die Stadt Bayreuth das Gebäude von der Hospitalstiftung. In den Jahren 1996 bis 1999 wurde es für rund 13 Millionen DM saniert. Am 3. Dezember 1999 konnte das Alte Rathaus als „Kulturelles Zentrum mit neuem Kunstmuseum und Gastronomie“ einer neuen Bestimmung übergeben werden.
Der Eingang des Museums befindet sich am hinteren Gebäudeteil in der Brautgasse. Durch den Haupteingang des Vorderhauses gelangt man heute in die Räume eines gastronomischen Betriebs. Das Standesamt Bayreuth bietet neben der gängigen Trauung im Neuen Rathaus Trauungen im historischen Sitzungssaal des Alten Rathauses an.